# The Heroine of Mons
 (juillet 2025).
Pour plus de détails, voir Fiche technique et Distribution.
The Heroine of Mons est un court métrage britannique réalisé par Wilfred Noy, sorti en 1914.

## Synopsis
Une femme se fait passer pour un soldat allemand pour demander de l'aide après avoir caché un officier britannique.

## Fiche technique
- Titre original : The Heroine of Mons
- Réalisation : Wilfred Noy
- Société de production : Clarendon Film Company
- Société de distribution : Gaumont British Distributors
- Pays d'origine :  Royaume-Uni
- Langue originale : anglais
- Format : Noir et blanc  — 35 mm — 1,33:1 — Film muet
- Genre : Film de guerre
- Durée : 509 mètres
- Dates de sortie : Royaume-Uni : octobre 1914

## Distribution
- Dorothy Bellew (en)
- Leslie Howard
- Bert Wynne (en)